# Seyre
Seyre (okzitanisch: Sèira) ist eine französische Gemeinde mit 127 Einwohnern (Stand: 1. Januar 2022) im Département Haute-Garonne in der Region Okzitanien (vor 2016 Midi-Pyrénées). Sie gehört zum Arrondissement Toulouse und zum Kanton Escalquens. Die Bewohner werden Seyrois genannt.

## Geographie
Die Gemeinde Seyre liegt zwischen den Flüssen Thésauque im Westen und Gardijol im Osten, etwa 32 Kilometer südlich von Toulouse in der Landschaft Lauragais. Umgeben wird Seyre von den Nachbargemeinden Gardouch im Norden, Lagarde im Osten und Südosten, Montgeard im Süden und Südwesten, Nailloux im Westen sowie Montesquieu-Lauragais im Nordwesten.

## Bevölkerungsentwicklung
| Jahr                      | 1962 | 1968 | 1975 | 1982 | 1990 | 1999 | 2006 | 2013 | 2020 |
| Einwohner                 | 82   | 76   | 77   | 82   | 79   | 76   | 89   | 108  | 128  |
| Quelle: Cassini und INSEE |      |      |      |      |      |      |      |      |      |

## Sehenswürdigkeiten

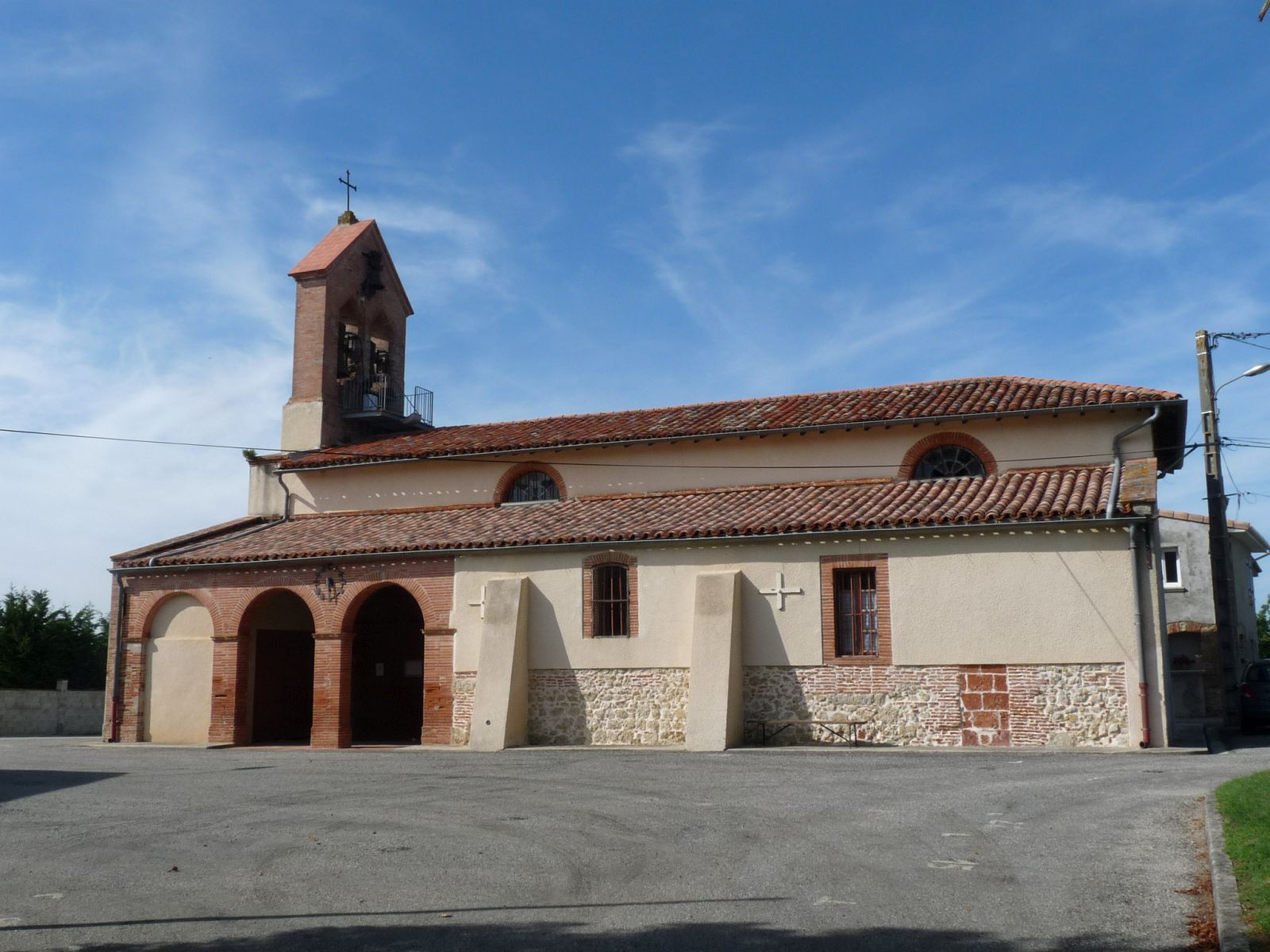
Kirche Saint-Christophe
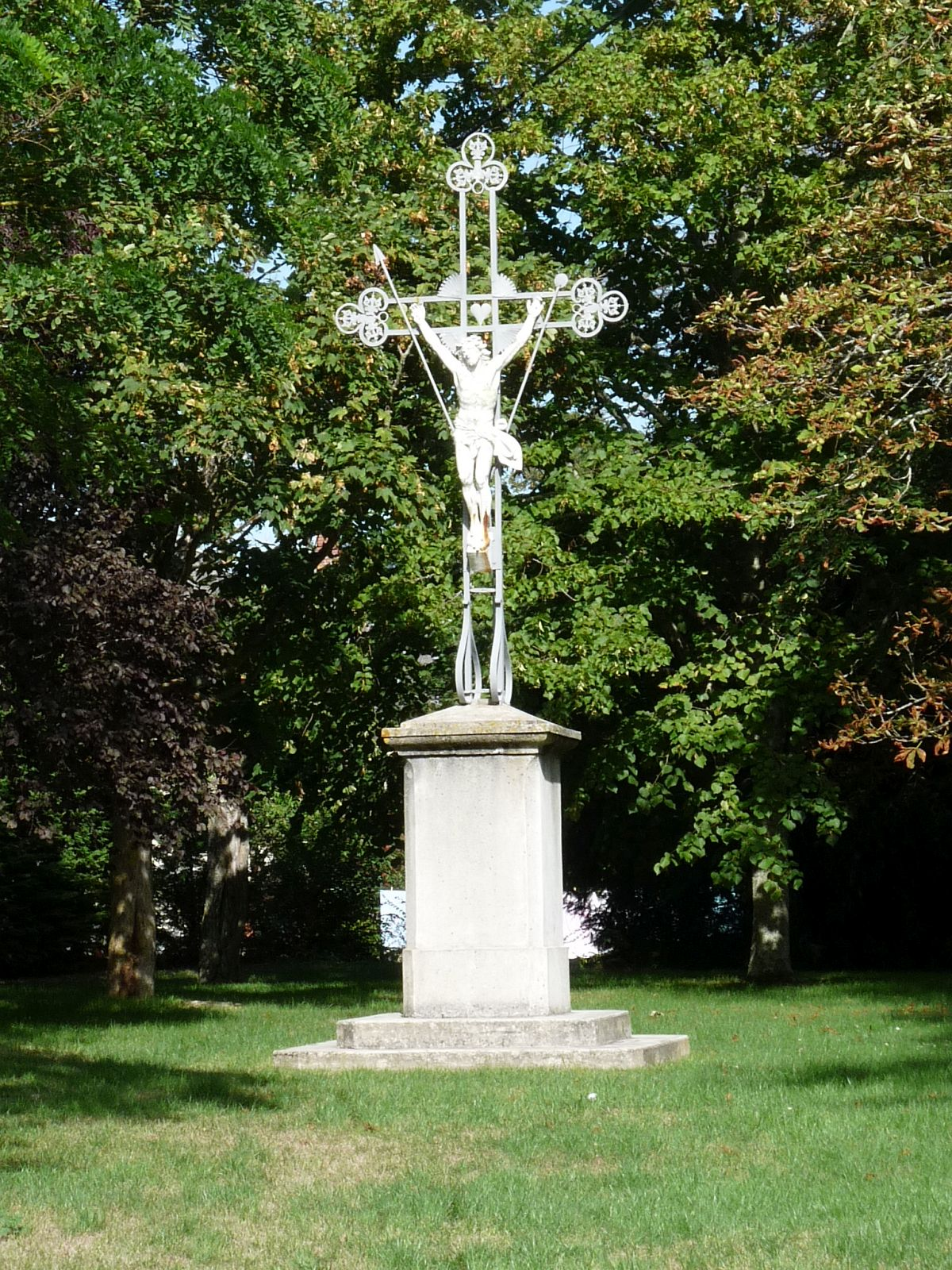
Flurkreuz
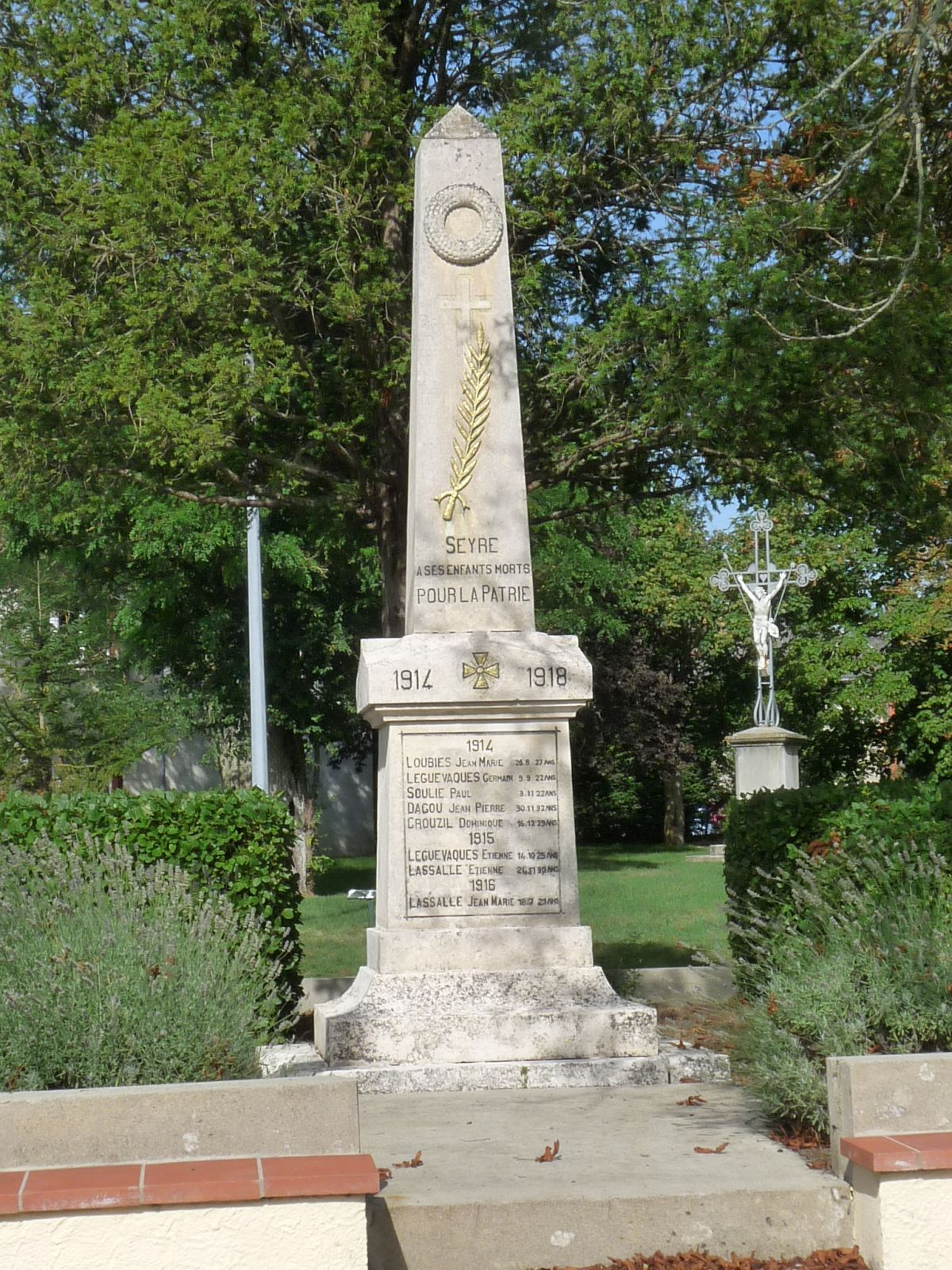
Gefallenendenkmal

- Schloss Seyre, 1855 wieder errichtet
- Lavoir

- Kirche Saint-Christophe
- Flurkreuz
- Gefallenendenkmal